# Zoropsidae
Zoropsidae este o familie de păianjeni araneomorfi.

## Morfologie
Păianjenii zoropsizi au opt ochi aranjați diferit decât la celelalte familii din Lycosoidea. Ochii au dimensiuni relativ egale și sunt așezați în două rânduri. Regiunea cefalică, pe care sunt amplasați, ochii este puțin mai proeminentă. Culoarea corpului reprezintă diferite nuanțe de cafeniu cu câte pete mai întunecate, brun închise sau negre. Acești păianjeni posedă cribellum.

## Ecologie
Foarte puțin se știe despre comporrtamentul acestor păianjeni. Ei vânează insecte din ambuscadă și nu contruiesc pânze.

## Răspândire
Păianjeni Zoropsidae se întâlnesc în țările mediteraniene din Europa, Orientul Apropiat și Africa, în China de est și Japonia, Yemen, Africa de Sud și Australia. O specie, Zoropsis spinimana, a fost introdusă accidental în Statele Unite.

## Sistematică
Familia include 13 genuri și 78 de specii:
- Akamasia — Cipru, 1 specie;
- Birrana — Australia, 1 specie;
- Devendra — Sri Lanka, 3 specii;
- Griswoldia — Africa de Sud, 12 specii;
- Huntia — Australia, 2 specii;
- Kilyana — Australia, 10 specii;
- Krukt — Australia, 5 specii;
- Megateg — Australia, 8 specii;
- Phanotea — Africa de Sud, 13 specii;
- Pseudoctenus - Kenya, Malawi, 2 specii;
- Takeoa — China, Coreea, Japonia, 2 specii;
- Uliodon — Noua Zeelandă, Australia, 5 specii;
- Zoropsis — Regiunea mediteraniană, Ucraina, Coreea, 13 specii.